# Women of Honor World Championship
Le Women of Honor World Championship est un championnat de catch féminin créé par la Ring of Honor (ROH). Il est créé le 7 avril 2018 quand Sumie Sakai remporte un tournoi en éliminant Kelly Klein en finale d'un tournoi. Depuis sa création, trois catcheuses ont détenu ce titre pour autant de règne. L'actuelle championne est Mayu Iwatani.

## Histoire
Avant la création du championnat du monde Women of Honor, la Ring of Honor (ROH) organise ponctuellement des combats de catch féminin. Elle soutient aussi la Shimmer Women Athletes dès sa création en 2005.
Le 26 juin 2016, la ROH diffuse Women Of Honor Special, une émission spéciale exclusivement féminine. Cela s'avère être un succès critique qui pousse la ROH à créer sa division féminine dont les combats sont diffusés sur TouTube.
Le 15 décembre 2017, la ROH présente la ceinture de championne Women of Honor et l'annonce de l'organisation d'un tournoi pour désigner la première championne début 2018. Les participantes sont :
- Brandi Rhodes[4]
- Deonna Purrazzo[4]
- Hana Kimura[4]
- Holidead[4]
- HZK[4]
- Jenny Rose[4]
- Jessie Brooks[4]
- Kagetsu[4]
- Karen Q[4]
- Kelly Klein[4]
- Madison Rayne[4]
- Mandy Leon (en)[4]
- Mayu Iwatani[4]
- Stacy Shadows[4]
- Sumie Sakai[4]
- Tenille Dashwood[4]

Au cours du premier tour de ce tournoi, deux combats ont lieu au Japon à la World Wonder Ring Stardom.
|  | Huitièmes de finale   | Huitièmes de finale   | Huitièmes de finale | Huitièmes de finale   |       |            | Quarts de finale | Quarts de finale | Quarts de finale | Quarts de finale |  |  | Demi-finales | Demi-finales | Demi-finales | Demi-finales |  |  | Finale      | Finale      | Finale      | Finale      |
|  |                       |                       |                     |                       |       |            |                  |                  |                  |                  |  |  |              |              |              |              |  |  |             |             |             |             |
|  | Le 20 janvier         | Le 20 janvier         | Le 20 janvier       | Le 20 janvier         |       |            | Mandy Leon       | Mandy Leon       | Mandy Leon       | Mandy Leon       |  |  | Mayu Iwatani | Mayu Iwatani | Mayu Iwatani | Mayu Iwatani |  |  | Sumie Sakai | Sumie Sakai | Sumie Sakai | Sumie Sakai |
|  | Kelly Klein           | Kelly Klein           | Tombé               | Jessie Brooks         |       |            | Mandy Leon       | Mandy Leon       | Mandy Leon       | Mandy Leon       |  |  | Mayu Iwatani | Mayu Iwatani | Mayu Iwatani | Mayu Iwatani |  |  | Sumie Sakai | Sumie Sakai | Sumie Sakai | Sumie Sakai |
|  | Kelly Klein           | Kelly Klein           | Tombé               | Jessie Brooks         |       |            | Mandy Leon       | Mandy Leon       | Mandy Leon       | Mandy Leon       |  |  | Mayu Iwatani | Mayu Iwatani | Mayu Iwatani | Mayu Iwatani |  |  | Sumie Sakai | Sumie Sakai | Sumie Sakai | Sumie Sakai |
|  | -                     | -                     |                     | Diffusé le 10 février |       |            | Mandy Leon       | Mandy Leon       | Mandy Leon       | Mandy Leon       |  |  | Mayu Iwatani | Mayu Iwatani | Mayu Iwatani | Mayu Iwatani |  |  | Sumie Sakai | Sumie Sakai | Sumie Sakai | Sumie Sakai |
|  | -                     | -                     | -                   | -                     |       | Le 10 mars |                  |                  |                  |                  |  |  | Mayu Iwatani | Mayu Iwatani | Mayu Iwatani | Mayu Iwatani |  |  | Sumie Sakai | Sumie Sakai | Sumie Sakai | Sumie Sakai |
|  | Mandy Leon (en)       |                       | -                   | -                     |       | Le 10 mars |                  |                  |                  |                  |  |  | Mayu Iwatani | Mayu Iwatani | Mayu Iwatani | Mayu Iwatani |  |  | Sumie Sakai | Sumie Sakai | Sumie Sakai | Sumie Sakai |
|  |                       |                       | Mayu Iwatani        | Mayu Iwatani          | -     | -          |                  |                  |                  |                  |  |  | Mayu Iwatani | Mayu Iwatani | Mayu Iwatani | Mayu Iwatani |  |  | Sumie Sakai | Sumie Sakai | Sumie Sakai | Sumie Sakai |
|  | Tombé                 | Tombé                 | Mayu Iwatani        | Mayu Iwatani          | -     | -          | Madison Rayne    | -                |                  |                  |  |  | Mayu Iwatani | Mayu Iwatani | Mayu Iwatani | Mayu Iwatani |  |  | Sumie Sakai | Sumie Sakai | Sumie Sakai | Sumie Sakai |
|  | Tombé                 | Tombé                 | Deonna Purrazzo     |                       |       |            | Madison Rayne    | -                |                  |                  |  |  | Mayu Iwatani | Mayu Iwatani | Mayu Iwatani | Mayu Iwatani |  |  | Sumie Sakai | Sumie Sakai | Sumie Sakai | Sumie Sakai |
|  |                       |                       |                     |                       |       |            |                  |                  |                  |                  |  |  | Mayu Iwatani | Mayu Iwatani | Mayu Iwatani | Mayu Iwatani |  |  | Sumie Sakai | Sumie Sakai | Sumie Sakai | Sumie Sakai |
|  | -                     | -                     |                     | Le 7 avril            |       |            |                  |                  |                  |                  |  |  |              |              |              |              |  |  | Sumie Sakai | Sumie Sakai | Sumie Sakai | Sumie Sakai |
|  | -                     | -                     | -                   | Le 7 avril            |       |            |                  |                  |                  |                  |  |  |              |              |              |              |  |  | Sumie Sakai | Sumie Sakai | Sumie Sakai | Sumie Sakai |
|  |                       |                       | Sumie Sakai         | Sumie Sakai           | -     | -          |                  |                  |                  |                  |  |  |              |              |              |              |  |  | Sumie Sakai | Sumie Sakai | Sumie Sakai | Sumie Sakai |
|  |                       |                       |                     |                       | -     | -          |                  |                  |                  |                  |  |  |              |              |              |              |  |  | Sumie Sakai | Sumie Sakai | Sumie Sakai | Sumie Sakai |
|  |                       | Tenille Dashwood      |                     |                       |       |            |                  |                  |                  |                  |  |  |              |              |              |              |  |  | Sumie Sakai | Sumie Sakai | Sumie Sakai | Sumie Sakai |
|  |                       |                       |                     |                       |       |            |                  |                  |                  |                  |  |  |              |              |              |              |  |  | Sumie Sakai | Sumie Sakai | Sumie Sakai | Sumie Sakai |
|  | -                     | -                     |                     | Le 10 mars            |       |            |                  |                  |                  |                  |  |  |              |              |              |              |  |  | Sumie Sakai | Sumie Sakai | Sumie Sakai | Sumie Sakai |
|  | -                     | -                     | -                   | Le 10 mars            |       |            |                  |                  |                  |                  |  |  |              |              |              |              |  |  | Sumie Sakai | Sumie Sakai | Sumie Sakai | Sumie Sakai |
|  |                       |                       | Kagetsu             | Kagetsu               | -     | -          |                  |                  |                  |                  |  |  |              |              |              |              |  |  | Sumie Sakai | Sumie Sakai | Sumie Sakai | Sumie Sakai |
|  |                       |                       |                     |                       | -     | -          |                  |                  |                  |                  |  |  |              |              |              |              |  |  | Sumie Sakai | Sumie Sakai | Sumie Sakai | Sumie Sakai |
|  |                       | Sumie Sakai           |                     |                       |       |            |                  |                  |                  |                  |  |  |              |              |              |              |  |  | Sumie Sakai | Sumie Sakai | Sumie Sakai | Sumie Sakai |
|  |                       |                       |                     |                       |       |            |                  |                  |                  |                  |  |  |              |              |              |              |  |  | Sumie Sakai | Sumie Sakai | Sumie Sakai | Sumie Sakai |
|  | -                     |                       |                     |                       |       |            |                  |                  |                  |                  |  |  |              |              |              |              |  |  |             |             |             |             |
|  | -                     |                       |                     |                       |       |            |                  |                  |                  |                  |  |  |              |              |              |              |  |  |             |             |             |             |
|  |                       |                       |                     |                       |       |            |                  |                  |                  |                  |  |  |              |              |              |              |  |  |             |             |             |             |
|  |                       |                       |                     |                       |       |            |                  |                  |                  |                  |  |  |              |              |              |              |  |  |             |             |             |             |
|  |                       |                       |                     |                       |       |            |                  |                  |                  |                  |  |  |              |              |              |              |  |  |             |             |             |             |
|  |                       |                       |                     |                       |       |            |                  |                  |                  |                  |  |  |              |              |              |              |  |  |             |             |             |             |
|  | Tombé                 | Tombé                 |                     | Le 9 mars             |       |            |                  |                  |                  |                  |  |  |              |              |              |              |  |  |             |             |             |             |
|  | Tombé                 | Tombé                 | Tombé               | Le 9 mars             |       |            |                  |                  |                  |                  |  |  |              |              |              |              |  |  |             |             |             |             |
|  |                       |                       | Tenille Dashwood    | Tenille Dashwood      | Tombé | Tombé      |                  |                  |                  |                  |  |  |              |              |              |              |  |  |             |             |             |             |
|  | Hana Kimura           | Hana Kimura           | Tenille Dashwood    | Tenille Dashwood      | Tombé | Tombé      | -                | -                |                  |                  |  |  |              |              |              |              |  |  |             |             |             |             |
|  | Hana Kimura           | Hana Kimura           | Brandi Rhodes       |                       |       |            | -                | -                |                  |                  |  |  |              |              |              |              |  |  |             |             |             |             |
|  | Diffusé le 10 mars    | Diffusé le 10 mars    | Stacy Shadows       | -                     |       |            |                  |                  |                  |                  |  |  |              |              |              |              |  |  |             |             |             |             |
|  | Diffusé le 10 mars    | Diffusé le 10 mars    | Stacy Shadows       | -                     | -     | -          |                  | Le 7 avril       |                  |                  |  |  |              |              |              |              |  |  |             |             |             |             |
|  |                       |                       |                     |                       | -     | -          |                  | Le 7 avril       |                  |                  |  |  |              |              |              |              |  |  |             |             |             |             |
|  |                       |                       | Kelly Klein         | Kelly Klein           | -     | -          |                  |                  |                  |                  |  |  |              |              |              |              |  |  |             |             |             |             |
|  | Tenille Dashwood      | Tenille Dashwood      | Kelly Klein         | Kelly Klein           | -     | -          | Tombé            | Tombé            |                  |                  |  |  |              |              |              |              |  |  |             |             |             |             |
|  | Tenille Dashwood      | Tenille Dashwood      |                     |                       |       |            |                  | Tombé            |                  |                  |  |  |              |              |              |              |  |  |             |             |             |             |
|  | Diffusé le 17 février | Diffusé le 17 février | Brandi Rhodes       | Tombé                 |       |            |                  |                  |                  |                  |  |  |              |              |              |              |  |  |             |             |             |             |
|  | Diffusé le 17 février | Diffusé le 17 février | Brandi Rhodes       | Tombé                 | -     | -          |                  | Le 7 avril       |                  |                  |  |  |              |              |              |              |  |  |             |             |             |             |
|  | Karen Q               |                       |                     |                       | -     | -          |                  | Le 7 avril       |                  |                  |  |  |              |              |              |              |  |  |             |             |             |             |
|  |                       |                       | Kelly Klein         | Kelly Klein           | -     | -          |                  |                  |                  |                  |  |  |              |              |              |              |  |  |             |             |             |             |
|  | -                     | -                     | Kelly Klein         | Kelly Klein           | -     | -          |                  | Le 10 mars       |                  |                  |  |  |              |              |              |              |  |  |             |             |             |             |
|  | -                     | -                     |                     |                       |       |            |                  | Le 10 mars       |                  |                  |  |  |              |              |              |              |  |  |             |             |             |             |
|  | Kelly Klein           | Kelly Klein           | -                   | -                     |       |            |                  |                  |                  |                  |  |  |              |              |              |              |  |  |             |             |             |             |
|  | Kelly Klein           | Kelly Klein           | -                   | -                     |       |            |                  |                  |                  |                  |  |  |              |              |              |              |  |  |             |             |             |             |
|  |                       |                       |                     |                       |       |            |                  |                  |                  |                  |  |  |              |              |              |              |  |  |             |             |             |             |

## Historique des règnes
| No | Champion      | Changement de titre | Changement de titre        | Changement de titre            | Statistiques des règnes | Statistiques des règnes | Statistiques des règnes | Notes | Réf. |
| No | Champion      | Date                | Spectacle                  | Lieu                           | Règnes                  | Jours                   | Défenses                | Notes | Réf. |
| -- | ------------- | ------------------- | -------------------------- | ------------------------------ | ----------------------- | ----------------------- | ----------------------- | --- | ---- |
| 1  | Sumie Sakai   | 7 avril 2018        | Supercard of Honor XII     | La Nouvelle-Orléans, Louisiane | 1                       | 251                     | 7                       | Bat Kelly Klein en finale d'un tournoi pour devenir la première championne. Au cours de ce règne, le titre fut renommé Women of Honor World Championship                                                    |      |
| 2  | Kelly Klein   | 14 décembre 2018    | Final Battle               | New York City, New York        | 1                       | 58                      | 7                       | C'était un Four Corner Survival match, incluant aussi Madison Rayne et Karen Q. |      |
| 3  | Mayu Iwatani  | 10 février 2019     | Bound By Honor (2019)      | Miami, Floride                 | 1                       | 55                      | 0                       | |      |
| 4  | Kelly Klein   | 6 avril 2019        | G1 Supercard               | New York City, New York        | 2                       | 174                     |                         | |      |
| 5  | Angelina Love | 27 septembre 2019   | Death Before Dishonor XVII | Las Vegas, Nevada              | 1                       | 15                      |                         | |      |
| 6  | Kelly Klein   | 12 octobre 2019     | Glory By Honor XVII        | La Nouvelle-Orléans, Louisiane | 3                       | 81                      |                         | |      |
| —  | Titre retiré  | 1er janvier 2020    | —                          | —                              | —                       | —                       | —                       | Kelly Klein a été dépossédée du championnat après que ROH n'ait pas renouvelé son contrat. Le Women of Honor World Championship a ensuite été retiré et est remplacé par le ROH Women's World Championship. | —    |

## Règnes combinés
| Rang | Catcheuses    | Nombre de règnes | Jours combinés |
| ---- | ------------- | ---------------- | -------------- |
| 1.   | Kelly Klein   | 3                | 313            |
| 2.   | Sumie Sakai   | 1                | 251            |
| 3.   | Mayu Iwatani  | 1                | 55             |
| 4.   | Angelina Love | 1                | 15             |